# Hydrograf (Schiff, 1967)
Die Hydrograf ist ein Forschungsschiff der Reederei Nordlicht GmbH, Cuxhaven und wird von der Reederei O.S. Energy, die seit mehr als 15 Jahren eine Flotte spezialisierter Offshore-Mehrzweckschiffe betreibt, eingesetzt.

## Geschichte
Die Hydrograf wurde 1967 unter dem Namen Optinor mit der Baunummer 93 bei der Mjellem & Karlsen Verft in Bergen gebaut und von der Norwegischen Küstenwache als Fischereischutzboot eingesetzt. Mit ihr wurden u. a. auch feindliche U-Boote in Küstengewässern aufgespürt. Sie wurde im Mai 1990 verkauft und wurde bis 1996 unter dem Namen Stril Guard betrieben. Das Schiff fuhr anschließend bis 2007 unter dem Namen Nysleppen. Seit 2013 ist sie als Hydrograf im Besitz der Reederei Nordlicht.

## Beschreibung

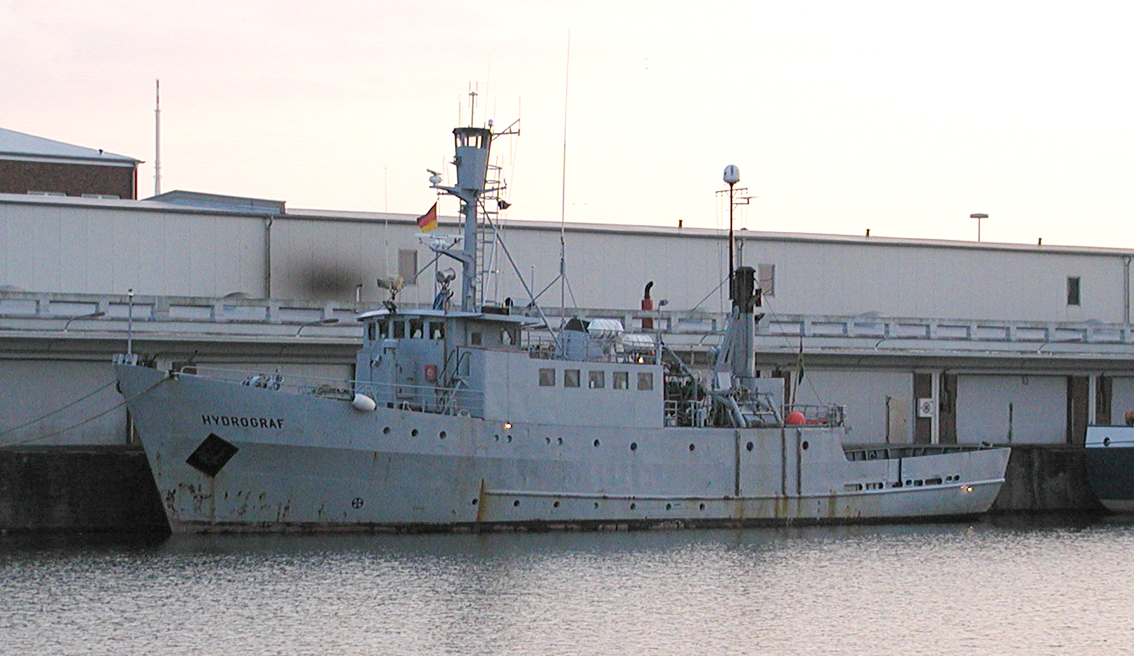
Die Nysleppen im Mai 2007 in Cuxhaven

Das Schiff ist 39,70 Meter lang, 7,80 Meter breit und hat einen Tiefgang von 2,90 Meter. Das Rufzeichen lautet DFKL, die IMO-Nr. 6724440. Als Hauptmaschine ist eine Volvo Penta D5A mit einer Maschinenleistung von 850 PS installiert.

## Decksaustattung
Die Deckflächen betragen: Achterdeck 28 m²; Bootsdeck 30 m²
- Decklast: 28 Tonnen
- Krankapazität: SWL 2,3 Tonnen
- Winde 5,0 Tonne
- Vogelbeobachtungsbox
- Bewegungskompensierte Containerhalterung
- Vermessungsstangenhalterungen installiert

Die Hydrograf arbeitet in Deutschland als Forschungsschiff und wird häufig in Offshore-Windparks zur Vogelbeobachtung eingesetzt, dabei werden  Daten für gesetzlich vorgeschriebene Umweltgutachten ermittelt. Ebenso wird sie zur Entnahme von Bodenproben und zur Zählung von Schweinswalen sowie Schallmessungen beim Rammen der Gründungskörper von Offshore-Windanlagen eingesetzt.